# GENCO
株式會社GENCO（日语：株式会社ジェンコ）是日本一家位於東京都港區的動畫企劃製作公司。日本動畫協會正式會員。

## 概要、沿革
GENCO是日本一家以執行動畫及影像的企劃製作為主要事業的動畫關係企業。1997年3月，由影音製作公司先鋒LDC（現在改名為NBC環球娛樂）出身、並擔任動畫《天地無用！》系列的製作人真木太郎自行就任代表執行社長，在東京都港區成立。
2004年5月，GENCO被廣告製作公司TYO收購，成為TYO的旗下公司。不過在2005年12月，TYO透過管理層收購（MBO）的運作方針將GENCO的所有股份轉讓予社長真木，從此GENCO脫離TYO集團。
2007年3月，電子公司Imagica Robot Holdings取得GENCO的過半股權，從此成為Imagica Robot Holdings集團的旗下公司。直到2013年6月，真木透過MBO的運作方針將所有股份轉讓予株式會社GC Holdings。

## 提攜作品
詳細內容請參照官方網站（页面存档备份，存于）的「作品介紹」頁面。並以年譜公開表示。

### 電視動畫
1997年
- 大運動會

1998年
- 玲音
- 超級娃娃戰士★莉卡
- 喔！超级小奶糖（日语：OH!スーパーミルクチャン）
- 聖路美娜女學院（日语：聖ルミナス女学院）
- 時空轉抄納斯卡
- 異次元的世界

1999年
- 宇宙海盜大冒險（日语：宇宙海賊ミトの大冒険）
- 宇宙海盜大冒險 兩個人格的女王

2000年
- NieA_7（日语：NieA_7）

2001年
- 宇宙人形17

2002年
- 七小花
- 笑園漫畫大王
- 拜託了☆老師

2003年
- 瓶詰妖精（日语：瓶詰妖精）
- 一騎當千
- 奇諾之旅
- 6/17秀逗美眉

2004年
- 現視研
- 變異體少女
- DearS
- 鐵人28號 (2004年版)
- 光與水的女神

2005年
- 強殖裝甲
- 黏黏妖美少女
- 絕對少年
- 蜂蜜與四葉草

2006年
- 忍者少女！
- 不平衡抽籤
- 蜂蜜與四葉草II
- 零之使魔
- Project BLUE 地球SOS（日语：Project BLUE 地球SOS）
- 鍊金三級魔法少女
- 女子高生 GIRL'S-HIGH
- 超級機器人大戰OG -Divine Wars-（日语：スーパーロボット大戦OG -ディバイン・ウォーズ-）

2007年
- 忍者少女!!
- 女優大試煉
- 帝托拉傳奇
- 交響情人夢
- 一騎當千 Dragon Destiny
- 零之使魔 ～雙月的騎士～
- 獸神演武 -HERO TALES-

2008年
- 死後文
- Mnemosyne -記憶女神的女兒們-
- 幻影少年
- 一騎當千 Great Guardians
- 零之使魔 ～三美姬的輪舞～
- 虎與龍！
- 交響情人夢 巴黎篇

2009年
- 瑪莉亞狂熱
- 女王之刃
- Phantom ～Requiem for the Phantom～
- 魔力充電娘

2010年
- 吸血鬼同盟
- 交響情人夢 最終篇
- 一騎当千 XTREME XECUTOR
- 最後大魔王
- 野狼大神與七位夥伴
- 百花繚亂 SAMURAI GIRLS
- 海月姬

2011年
- 瑪莉亞狂熱 ALIVE
- 認真和我談戀愛!!

2012年
- 惡魔高校D×D
- 零之使魔F
- 在那個夏天等待
- 女王之刃 叛亂
- 加速世界
- 無賴勇者的鬼畜美學
- 刀劍神域
- IXION SAGA DT
- 櫻花莊的寵物女孩

2013年
- 魔王勇者
- 閃亂神樂
- 百花繚亂 SAMURAI BRIDE
- 黃金拼圖
- 惡魔高校D×D NEW
- 機巧少女不會受傷
- 青春紀行
- 我要成為世界最強偶像

2014年
- 超級索尼子 -SUPER SONICO THE ANIMATION-
- WIZARD BARRISTERS 弁魔士賽希爾
- 健全機鬥士
- 極黑的布倫希爾德
- 精靈使的劍舞
- 三坪房間的侵略者!?
- 刀劍神域II

2015年
- 在地下城尋求邂逅是否搞錯了什麼
- 惡魔高校D×D BorN
- 你好!! 黃金拼圖
- GATE 奇幻自衛隊
- 下流梗不存在的灰暗世界
- 魔物娘的同居日常
- 監獄學園
- 女武神驅動 -美人魚-
- 小森拒不了！

2016年
- 房東妹子青春期
- 聖戰刻耳柏洛斯 龍刻的災禍
- 魔法少女育成計劃

2017年
- 此花亭奇譚
- sin 七大罪
- 劍姬神聖譚 在地下城尋求邂逅是否搞錯了什麼 外傳
- Dies irae
- 騎士&魔法
- 南鎌倉高校女子自行車社

2018年
- 刀使之巫女
- 和風喫茶鹿楓堂
- 魔法少女 我
- 叛逆性百萬亞瑟王
- 刀劍神域外傳Gun Gale Online
- Happy Sugar Life

2019年
- 胡蝶綺 ～少年信長～
- YU-NO 在這世界盡頭詠唱愛的少女
- 小書痴的下剋上：為了成為圖書管理員不擇手段！

2020年
- 魔術士歐菲迷途之旅

2023年
- 暴食狂戰士

### OVA
1999年
- 菜菜子解體診書

2001年
- 校園外星人

2002年
- 電玩少女櫻吹雪（日语：アーケードゲーマーふぶき）

2003年
- 巨乳學園

2004年
- 拜託了☆雙子星

2012年
- 一騎当千 集鍔鬥士血風錄

2015年
- 一騎當千 Extravaganza Epoch

### 電影動畫
1997年
- 天地無用！盛夏的聖誕夜

1999年
- 超級娃娃戰士★麗佳：麗佳絕體絕命！奇蹟的娃娃騎士
- 天地無用！in LOVE 2 遙遠的思念

2002年
- 千年女優
- 帕盧姆之樹

2003年
- 東京教父

2016年
- 謝謝你，在世界角落中找到我

2017年
- 劇場版 刀劍神域 -序列爭戰 -

### 網路動畫
2014年
- 壽司忍者（日语：スシニンジャ）

2023年
- PLUTO ～冥王～

## 相關項目
- 中尾幸彥（日语：中尾幸彦）：東映動畫演出出身，現為GENCO所屬製作人。
- EGG FIRM：由大澤信博從GENCO獨立創業。

## 外部連結
- 株式會社GENCO官方網站（页面存档备份，存于） （日語）
- GENCO的X（前Twitter） （日語）
- 株式會社GENCO官方網站（页面存档备份，存于） （中文）